# Крок (группа)
Krok — белорусская музыкальная группа.
Группа была создана в 2002 году. Krok играла в стиле гранж, тексты песен писались на белорусском языке. В 2006 году группа выпустила одноименный с своим названием альбом. Krok активно выступали в Беларуси, были участники фестиваля «Басовище» в 2006 году. В 2010 году группа из-за многочисленных усиливающихся разногласий распадается. В 2012 году участники группы Krok собрались оригинальным составом, чтобы дать последний ностальгический концерт, который состоялся 13 мая 2012 года в клубе «JackClub».

## Дискография
- Krok[бел.] («West Records», 2006)

### Участие в сборниках
- Басовище XVII[бел.] (2007) — «Адное і тое ж»